# Manuele Zaccaria
Manuele Zaccaria (Genova, ... – 1287 o 1288) fu il signore genovese di Focea e delle sue redditizie miniere di allume, che ricevette in feudo dall'imperatore bizantino, dal 1275 fino alla sua morte, avvenuta nel 1287 o 1288.
Gli succedette il fratello, Benedetto I Zaccaria.
I suoi genitori erano Fulcone Zaccaria e una delle sue mogli: Giulietta o Beatrice. Manuele sposò Clarisia Fieschi ed ebbe quattro figli, Tedisio, Leonardo, Odoardo e Manfredo.